# Mister Iks
Pour plus de détails, voir Fiche technique et Distribution.
Mister Iks  (en russe : Мистер Икс) est un téléfilm musical soviétique en noir et blanc réalisé par Youli Khmelnitski (ru) sorti en 1958.
Il s'agit de l'adaptation de La Princesse de cirque, une opérette du compositeur hongrois Emmerich Kálmán.

## Fiche technique
- Titre : Mister Iks
- Titre original : Мистер Икс
- Réalisation : Youli Khmelnitski (ru)
- Scénario : Youli Khmelnitski, Ioulia Rubinstein
- Photographie : Vladimir Bourykine
- Musique : Emmerich Kálmán
- Direction artistique : Abram Wechsler, Evgueni Ieneï
- Second réalisateur : Viktor Sadovski
- Son : Rostislav Lapinski
- Costumes : Tamara Levitskaïa
- Rédaction : Isaak Glikmann, Andreï Donatov
- Producteur délégué : Piotr Nikachine
- Sociétés de production : Lenfilm
- Pays d'origine : URSS
- Langue : russe
- Format : noir et blanc - 1,37:1 - Mono - 35 mm
- Genre : Musical
- Durée : 95 minutes
- Sortie : 1958

## Distribution
- Georg Ots: Mister Iks
- Marina Iourassova : Théodore Verdier
- Anatoli Korolkevitch : Baron de Kreveliak
- Zoïa Vinogradova : Marie Latouche
- Nikolaï Kachirski : Tony Bonvil
- Glikeria Bogdanova-Tchesnokova: Carolina Bonvil, mère de Tony
- Grigori Iaron: Pélican, maître d'hôtel
- Oskar Lind : Poisson, secrétaire de Kreveliak
- David Volossov: directeur du cirque